# ICA IS-29
O ICA IS-29 foi um planador construído na Romênia nos anos de 1970. O prefixo IS representa as iniciais do nome do seu criador Iosif Silimon, engenheiro aeronáutico da IAR.

## Variantes
- IS-29
  - IS-29B com asas de madeira e 15 metros de envergadura.
  - IS-29D
    - IS-29D2
      - IS-29D2 Club

  - IS-29E versão de classe aberta com tanque de lastro.
    - IS-29E2 versão com envergadura de 19 metros.
    - IS-29E3 versão com envergadura de 20 metros.

  - IS-29EM versão com motor.
  - IS-29G versão com envergadura de 16,5 metros.
- IS-31 versão do IS-29 com envergadura de 20 metros e com flaps e ailerons.
- IS-33 versão do IS-29 com tanque de lastro de água com 150 kg.